# Grallaria blakei
El tororoí (o tororoi) castaño o chululú castaño (Grallaria blakei), es una especie de ave paseriforme de la familia Grallariidae perteneciente al numeroso género Grallaria, anteriormente incluido en Formicariidae. Es endémica de los Andes de Perú.

## Distribución y hábitat
Se distribuye por los Andes centrales de Perú desde el centro de Amazonas y noroeste de San Martín a través de Huánuco hasta Pasco, y posiblemente noreste de Ayacucho.
Esta especie es considerada poco común y local en su hábitat natural: el suelo o cerca de él, de bosques montanos principalmente entre los 2100 y 3100 m de altitud.

## Estado de conservación
El tororoí castaño ha sido calificado como casi amenazado por la Unión Internacional para la Conservación de la Naturaleza (IUCN) debido a que su pequeña zona de distribución y su población, todavía no cuantificada, se presumen estar en decadencia como resultado de la continua pérdida de hábitat. Sin embargo, su zona no está severamente fragmentada o se restringe a pocas localidades.